# Kees van Oostrum
Kees van Oostrum (Amsterdam 5 juli 1953) is een Nederlandse director of photography en voormalig voorzitter van de International Federation of Cinematographers. Hij werd genomineerd voor een Emmy Award voor de films Miss Rose White (1992), Return to Lonesome Dove (1994) en werd daarnaast meerdere malen genomineerd voor een American Society of Cinematographers Award.
Van Oostrum studeerde aan het American Film Institute. Zijn eerste ervaring op filmgebied deed hij op als lichttechnicus voor de film Vliegen zonder Vieugels (1977).

## Carrière

### Als director of photography
1. Nights at O'Rear's, 1980.
2. Certain Fury, New World Pictures, 1985.
3. Gettysburg, New Line Cinema, 1993.
4. Separate Lives, 1995.
5. Thinner (also known as Stephen King's "Thinner"), Artisan Entertainment, 1996.
6. Drive Me Crazy, Twentieth Century-Fox, 1999.
7. The Last Man Club, 2002.
8. Gods and Generals, Warner Bros., 2003.
9. Fields of Freedom, 2006.
10. We Fight to Be Free (korte film), Greystone Communications, 2006.
11. The Last Word, THINKFilms, 2007.

### Als regisseur
1. Het bittere kruid (internationale titel: Bitter Sweet), Concorde Films, 1985.
2. Dial 9 for Love (ook bekend onder de titel Men Are Dogs), Amberlon Pictures, 2001.
3. We Fight to Be Free, 2006.

Daarnaast was Van Oostrum betrokken bij een groot aantal televisiefilms en -series.